# Glas (Einheit)
Glas war ein Volumenmaß im Großherzogtum Baden. Es war ein besonders im Weinhandel benutztes Flüssigkeitsmaß. Nach dem  Gesetz vom 18. Dezember 1819 entsprach es exakt 1,5 Deziliter und somit rechnerisch exakt 7 592.592.704.431⁄1.054.687.500.000 Pariser Kubikzoll, weil im Jahr 1799 der Meter zu einer Länge von exakt 443,296 Pariser Linien definiert wurde. Im niederländischen Getreide- und Getränkehandel war das Maß Glas durch Maatje oder Mäßchen gleichwertig ersetzt; welches dort exakt zu 1 Deziliter definiert wurde, was rechnerisch exakt 5 21.749.651.477⁄527.343.750.000 Pariser Kubikzoll entspricht.

## Baden
- 1 Glas = 3⁄20 Liter = 0,15 Liter ≈ 7,562 Pariser Kubikzoll
- 1 Maß = 10 Gläser
- 1 Ohm = 10 Stütze = 1000 Gläser = 150 Liter ≈ 7561,866 Pariser Kubikzoll
- 1 Glas = 4 Schoppen[3]

Die Waldecker Ohm, gültig im Fürstentum Waldeck und in der Grafschaft Pyrmont, hatte 142,82 Liter und somit war ein Glas entsprechend kleiner, denn die Maßkette war hier:
- 1 Ohm = 16 2⁄3 Eimer zu 6 Maß zu 4 Schoppen zu 4 Glas
1 Glas ≈ 0,089 Liter[4]

## Niederlande
1. Getreidemaß
- 1 Maatje/Glas = 0,1 Liter ≈ 5,041 Pariser Kubikzoll
- 1 Kop = 10 Maatje
- 1 Schepel = 10 Koppen = 100 Maatje
- 1 Mud oder Sack = 1000 Maatje

2. Flüssigkeitsmaß
- 1 Maatje/Glas = 10 Vingerhoed = 0,1 Liter
- 1 Kan/Litron = 10 Maatje
- 1 Vat/Baril/Fass/Tonne = 1000 Maatje